# Libro de Jehú
El Libro de Jehú es un texto perdido que pudo haber sido escrito por el profeta bíblico Jehú ben Hanani, quien fue uno de los contemporáneos del rey Basá. El libro se describe en 20:34: «Ahora bien, el resto de los hechos de Josafat, primeros y últimos, están escritos en el libro de Jehú, hijo de Hanani, que se menciona en el libro de los reyes de Israel.»
Este manuscrito se denomina a veces «Anales de Jehú ben Hanani»